# Великая Черниговка (Житомирская область)
Вели́кая Черни́говка (укр. Велика Чернігівка) — село на Украине, находится в Овручском районе Житомирской области.
Код КОАТУУ — 1824281301. Население по переписи 2001 года составляет 461 человек. Почтовый индекс — 11117. Телефонный код — 4148. Занимает площадь 1,651 км².

## Адрес местного совета
11117, Житомирская область, Овручский р-н, с.Великая Черниговка